# Uppiliyapuram
Uppiliyapuram är en ort i Indien.   Den ligger i distriktet Tiruchchirāppalli och delstaten Tamil Nadu, i den södra delen av landet, 1 900 km söder om huvudstaden New Delhi. Uppiliyapuram ligger 180 meter över havet och antalet invånare är 6 900.
Terrängen runt Uppiliyapuram är varierad. Runt Uppiliyapuram är det tätbefolkat, med 308 invånare per kvadratkilometer. Närmaste större samhälle är Turaiyūr, 15,7 km sydost om Uppiliyapuram. Omgivningarna runt Uppiliyapuram är en mosaik av jordbruksmark och naturlig växtlighet.